# Grand Prix moto d'Australie
Le Grand Prix moto d'Australie est une des épreuves du Championnat du monde de vitesse moto.
Il se court sur le circuit de Phillip Island (État du Victoria), d'une longueur de 4 445 m, où sa proximité au bord de l'océan Pacifique donne de très belles images télévisées. Entre 1991 et 1996, il se déroulait sur le circuit d'Eastern Creek.

## Palmarès
| Année | Circuit        | Moto3               | Moto2            | MotoGP           | Rapport |
| ----- | -------------- | ------------------- | ---------------- | ---------------- | ------- |
| 2024  | Phillip Island | David Alonso        | Fermín Aldeguer  | Marc Márquez     | Rapport |
| 2023  | Phillip Island | Deniz Öncü          | Tony Arbolino    | Johann Zarco     | Rapport |
| 2022  | Phillip Island | Izan Guevara        | Alonso López     | Álex Rins        | Rapport |
| 2019  | Phillip Island | Lorenzo Dalla Porta | Brad Binder      | Marc Márquez     | Rapport |
| 2018  | Phillip Island | Albert Arenas       | Brad Binder      | Maverick Viñales | Rapport |
| 2017  | Phillip Island | Joan Mir            | Miguel Oliveira  | Marc Márquez     | Rapport |
| 2016  | Phillip Island | Brad Binder         | Thomas Lüthi     | Cal Crutchlow    | Rapport |
| 2015  | Phillip Island | Miguel Oliveira     | Álex Rins        | Marc Márquez     | Rapport |
| 2014  | Phillip Island | Jack Miller         | Maverick Viñales | Valentino Rossi  | Rapport |
| 2013  | Phillip Island | Alex Rins           | Pol Espargaró    | Jorge Lorenzo    | Rapport |
| 2012  | Phillip Island | Sandro Cortese      | Pol Espargaro    | Casey Stoner     | Rapport |
| Année | Circuit        | 125 cm³             | Moto2            | MotoGP           | Rapport |
| 2011  | Phillip Island | Sandro Cortese      | Alex De Angelis  | Casey Stoner     | Rapport |
| 2010  | Phillip Island | Marc Márquez        | Alex De Angelis  | Casey Stoner     | Rapport |
| Année | Circuit        | 125 cm³             | 250 cm³          | MotoGP           | Rapport |
| 2009  | Phillip Island | Julián Simón        | Marco Simoncelli | Casey Stoner     | Rapport |
| 2008  | Phillip Island | Mike Di Meglio      | Marco Simoncelli | Casey Stoner     | Rapport |
| 2007  | Phillip Island | Lukáš Pešek         | Jorge Lorenzo    | Casey Stoner     | Rapport |
| 2006  | Phillip Island | Alvaro Bautista     | Jorge Lorenzo    | Marco Melandri   | Rapport |
| 2005  | Phillip Island | Thomas Lüthi        | Daniel Pedrosa   | Valentino Rossi  | Rapport |
| 2004  | Phillip Island | Andrea Dovizioso    | Sebastian Porto  | Valentino Rossi  | Rapport |
| 2003  | Phillip Island | Andrea Ballerini    | Roberto Rolfo    | Valentino Rossi  | Rapport |
| 2002  | Phillip Island | Manuel Poggiali     | Marco Melandri   | Valentino Rossi  | Rapport |
| Année | Circuit        | 125 cm³             | 250 cm³          | 500 cm³          | Rapport |
| 2001  | Phillip Island | Youichi Ui          | Daijiro Kato     | Valentino Rossi  | Rapport |
| 2000  | Phillip Island | Masao Azuma         | Olivier Jacque   | Max Biaggi       | Rapport |
| 1999  | Phillip Island | Marco Melandri      | Valentino Rossi  | Tadayuki Okada   | Rapport |
| 1998  | Phillip Island | Masao Azuma         | Valentino Rossi  | Michael Doohan   | Rapport |
| 1997  | Phillip Island | Noboru Ueda         | Ralf Waldmann    | Àlex Crivillé    | Rapport |
| 1996  | Eastern Creek  | Garry McCoy         | Max Biaggi       | Loris Capirossi  | Rapport |
| 1995  | Eastern Creek  | Haruchika Aoki      | Ralf Waldmann    | Michael Doohan   | Rapport |
| 1994  | Eastern Creek  | Kazuto Sakata       | Max Biaggi       | John Kocinski    | Rapport |
| 1993  | Eastern Creek  | Dirk Raudies        | Tetsuya Harada   | Kevin Schwantz   | Rapport |
| 1992  | Eastern Creek  | Ralf Waldmann       | Luca Cadalora    | Michael Doohan   | Rapport |
| 1991  | Eastern Creek  | Loris Capirossi     | Luca Cadalora    | Wayne Rainey     | Rapport |
| 1990  | Phillip Island | Loris Capirossi     | John Kocinski    | Wayne Gardner    | Rapport |
| 1989  | Phillip Island | Àlex Crivillé       | Sito Pons        | Wayne Gardner    | Rapport |

## Circuits utilisés

Sydney Motorsport Park
Circuit de Phillip Island